# Stand Up (Jethro Tull-album)
 For alternative betydninger, se Stand Up. (Se også artikler, som begynder med Stand Up)
Stand Up er det andet studiealbum fra det britiske rockband Jethro Tull, der blev udgivet 1969. Det var de første Jethro Tull-album med guitaristen Martin Barre, der blev en af bandets guitarister indtil det blev opløst i 2012. Inden indspilningen gik i gang forlod bandets oprindelige guitarist Mick Abrahams gruppen som resultat af musikalske uoverensstemmelser med gruppens forsanger og primære sangskriver Ian Anderson; Abrahams ville gerne fortsætte med den blues rock-lyd som deres debutalbum This Was (1968) havde haft, mens Anderson ønskede at tilføje elementer af folk rock.
Stand Up repræsenterede det førsteprojekt, hvor Anderson havde fuld kontrol over musik og tekster.
Albummet nåede hurtigt førstepladsen på den britiske albumhitliste, og satte for alvor gang i bandets popularitet, mens nummeret "Living in the Past" toppede som nummer 3. Det var Jethro Tulls første succes i USA, hvor albummet nåede nummer 20 på Billboard 200.

## Spor
| 1. | "A New Day Yesterday"                                 | 4:10 |
| 2. | "Jeffrey Goes to Leicester Square"                    | 2:12 |
| 3. | "Bourée" (Instrumental; J. S. Bach, arr. af Anderson) | 3:46 |
| 4. | "Back to the Family"                                  | 3:48 |
| 5. | "Look into the Sun"                                   | 4:20 |

| Side 2 | Side 2                   | Side 2 | Side 2 | Side 2 | Side 2 | Side 2 | Side 2 | Side 2 | Side 2 |
| #      | Titel                    | Længde |        |        |        |        |        |        |        |
| ------ | ------------------------ | ------ | ------ | ------ | ------ | ------ | ------ | ------ | ------ |
| 1.     | "Nothing Is Easy"        | 4:25   |        |        |        |        |        |        |        |
| 2.     | "Fat Man"                | 2:52   |        |        |        |        |        |        |        |
| 3.     | "We Used to Know"        | 4:00   |        |        |        |        |        |        |        |
| 4.     | "Reasons for Waiting"    | 4:05   |        |        |        |        |        |        |        |
| 5.     | "For a Thousand Mothers" | 4:13   |        |        |        |        |        |        |        |
| 37:48  |                          |        |        |        |        |        |        |        |        |